# Alpy Kruszcowe

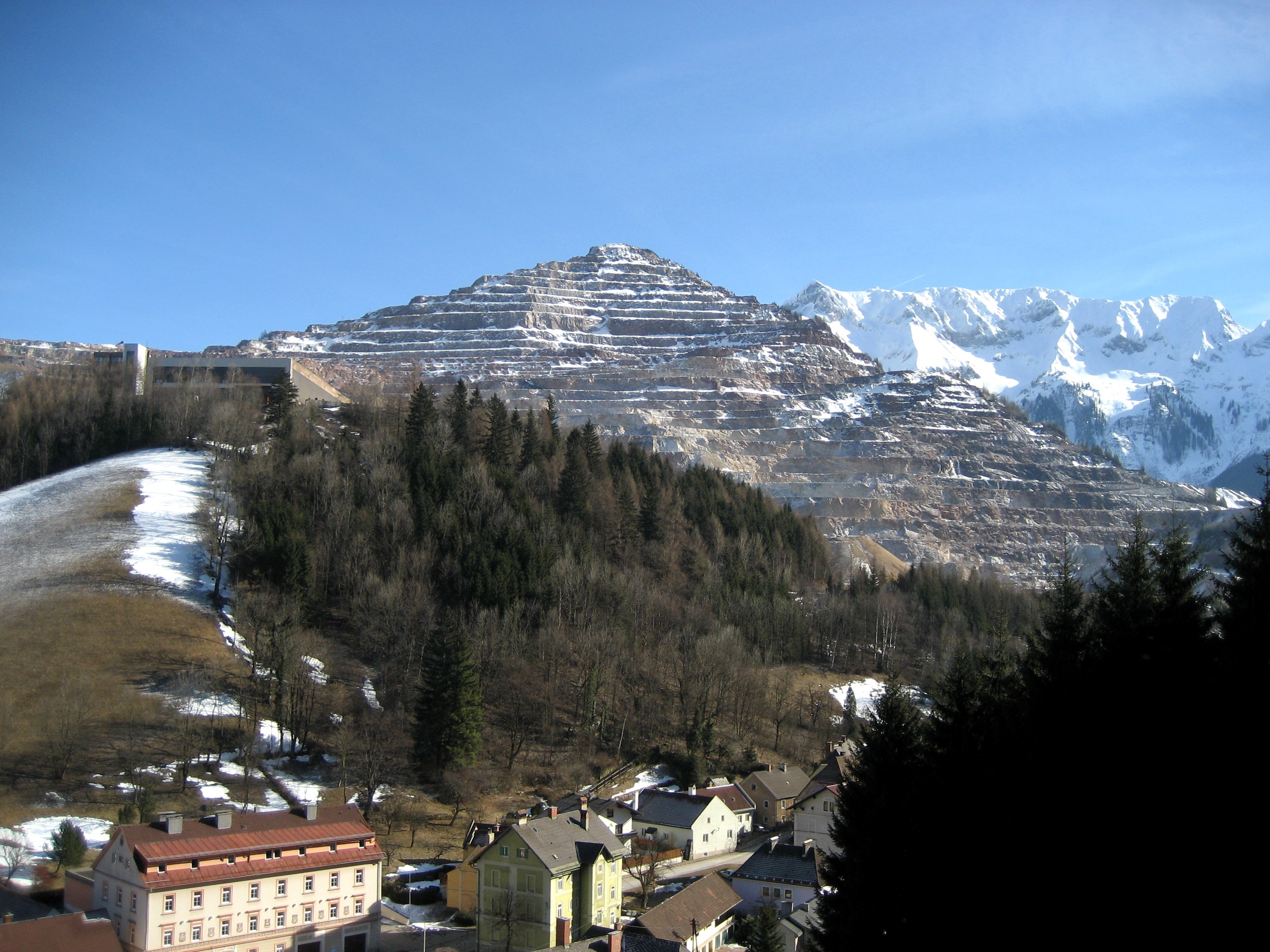
Erzberg nad zabudową miasta Eisenerz

Alpy Kruszcowe (niem. Eisenerzer Alpen) – podgrupa Alp Ennstalskich w austriackiej Styrii. Na górze Erzberg znajduje się kopalnia rudy żelaza, czynna od czasów rzymskich.
Najwyższym szczytem Alp Kruszcowych jest Gößeck (2215 m n.p.m.).